# Isabel Urcuyo
Rosa María Isabel Urcuyo Rodríguez de Somoza (San José, Costa Rica, 31 de julio de 1924 - Houston, Estados Unidos, 30 de agosto de 2014)  fue primera dama de Nicaragua entre 1957 a 1963 y diplomática.

## Biografía
Nació en San José, Costa Rica, hija del nicaragüense Clodomiro Urcuyo Argüello, acaudalado hacendado quien poseía grandes extensiones de tierras en el norte de Costa Rica y además fue ministro de Educación del Gobierno de Juan Bautista Sacasa Sacasa. Su madre fue la costarricense Amalia Rodríguez Villareal.  Los Urcuyo de origen español, eran oriundos de Rivas. Por línea materna Isabel desciende de la oligarquía costarricense. Isabel era la menor de una familia de cuatro hijos, sus hermanos fueron: Vicente (embajador de Nicaragua en España), Clodomiro y Anita. Realizó sus estudios en el Colegio La Asunción de Managua, donde obtuvo un bachiller en ciencias y letras. Aprendió el idioma inglés con un tutor privado de nacionalidad estadounidense.
Se casó en 1947 con Luis Somoza Debayle, quien volaba hasta San José, para cortejarla, ya que ella pasaba temporadas en ese país en donde tenía parientes. Se habían conocido cuando eran niños debido a que eran vecinos. Cuando Luís volvió a Nicaragua siendo un adulto se hicieron novios al poco tiempo. El matrimonio civil se llevó a cabo en la casa de los Urcuyo en Managua y la ceremonia religiosa se celebró en El Arzobispado, seguido de una recepción en el Palacio de la Curva en la Loma de Tiscapa. 
De presencia distinguida, refinada y de aguda inteligencia. Su marido le daba mucha importancia a los consejos que ésta le daba durante el período presidencial.

## Primera Dama
En 1956, Isabel se convierte en la primera dama, cuando su marido es nombrado presidente de la república, tras el asesinato de Anastasio Somoza García.  En 1957, Luis ganó las elecciones y ocupó la presidencia hasta 1963.
Como primera dama, impulsó importantes campañas nacionales contra la Tuberculosis y el Cáncer. Fue presidente del Hospicio de Huérfanos y durante su gestión se preocupó por mejorar la calidad de vida de los niños sin hogar. El orfanato era administrado por religiosos católicos y servía como escuela para estudiantes desde el jardín de infantes hasta el grado 12. 
También se interesó en crear programas de educación y cultura en favor de la juventud nicaragüense.  
Acompañó a su marido en exitosas giras de Estado a México, Estados Unidos, Europa y Oriente Próximo. En Japón fue condecorada por el mismo Emperador Shōwa con la Orden de la Corona Preciosa, por fomentar las relaciones de amistad entre Japón y Nicaragua. También fue condecorada en Roma por el papa Juan XXIII.  Fue recibida por el general Charles de Gaulle en París, por la primera dama estadounidense Mamie Eisenhower en la Casa Blanca,  Francisco Franco e Indira Gandhi.  
En marzo de 1963 asistió a la cumbre de presidentes de Centroamérica y Estados Unidos, en San José, Costa Rica junto a su esposo. Allí, el presidente estadounidense John F. Kennedy rompió el protocolo al solicitar personalmente que la Sra. Somoza se sentara a su derecha para la cena de gala en Casa Presidencial.  

## Vida Posterior
Al concluir el período presidencial, Isabel y Luis realizaron un viaje alrededor del mundo por más de un año. 
La moda fue uno de sus grandes intereses, particularmente la francesa. Fue cliente frecuente de Christian Dior, Chanel y Hubert de Givenchy.
Tras la muerte de Luis, fue cónsul honoraria de Nicaragua en Nueva York y embajadora ante la Organización de las Naciones Unidas.
Después del triunfo de la Revolución Sandinista, Daniel Ortega y posteriormente Violeta Chamorro le negaron la entrada a Nicaragua. Fue durante el gobierno de Arnoldo Alemán que se le otorgó la visa.
Después de vivir muchos años en Nueva York, se muda a Texas para estar cerca de algunos de sus hijos, quienes vivían en este estado.
Fanática de las artes durante toda su vida, estuvo activa en la escena de la ópera, además de visitar con frecuencia el West End de Londres y la Ópera Metropolitana de la ciudad de Nueva York, donde tenía un boleto de temporada con su propio palco. Durante las décadas de 1980 y 1990, fue patrona recurrente de la Gran Ópera de Houston.
Isabel Urcuyo de Somoza, falleció por causas naturales, la mañana del 30 de agosto del 2014 en Houston, Texas,  Estados Unidos.